# Club San Martín de Progreso
El Club San Martín de Progreso es una institución deportiva de la localidad de Progreso, en la provincia de Santa Fe, República Argentina. Su nombre oficial es Club Atlético y Social San Martín.

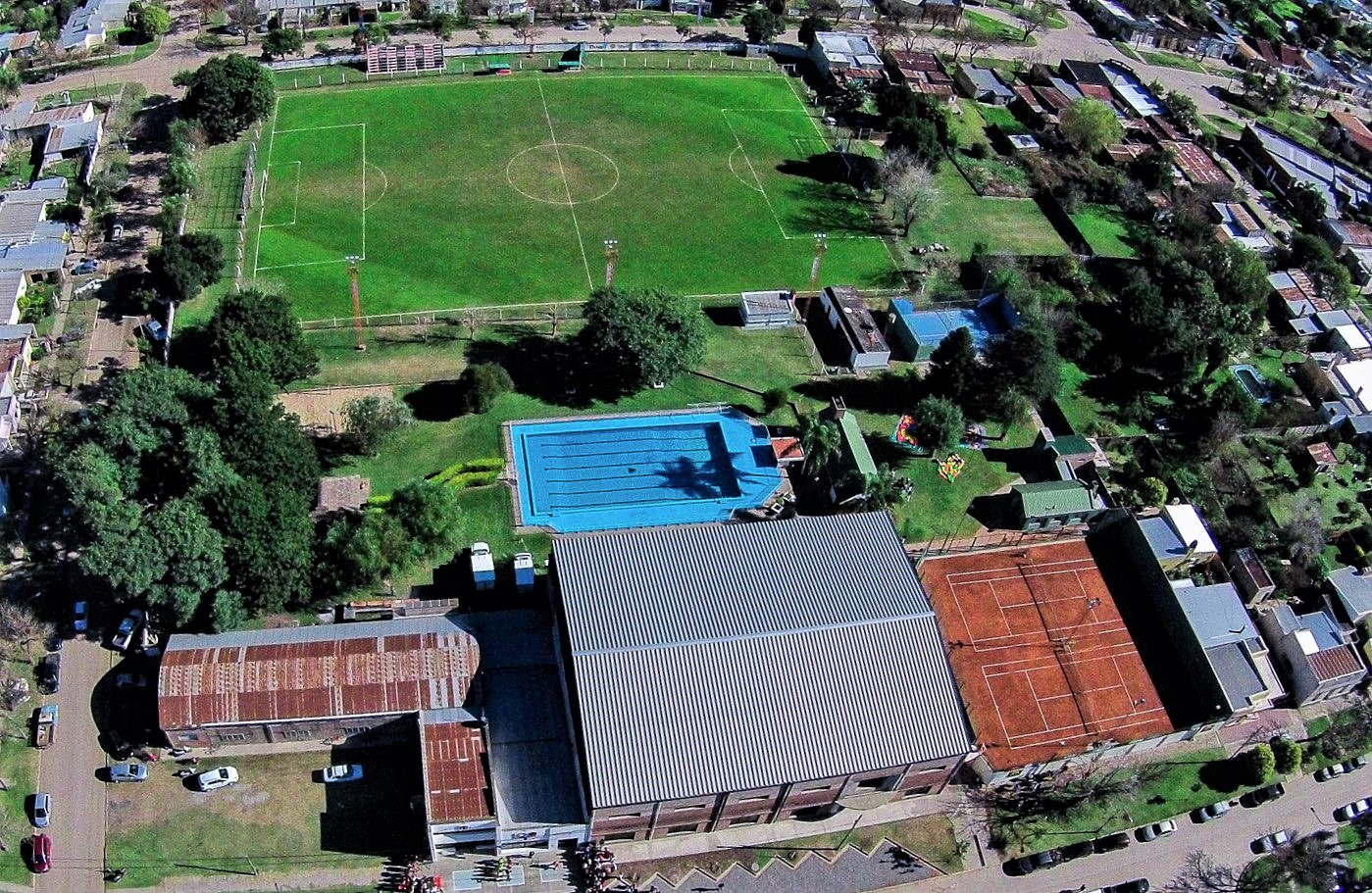
Vista aérea de las instalaciones del Club San Martín

## Fútbol

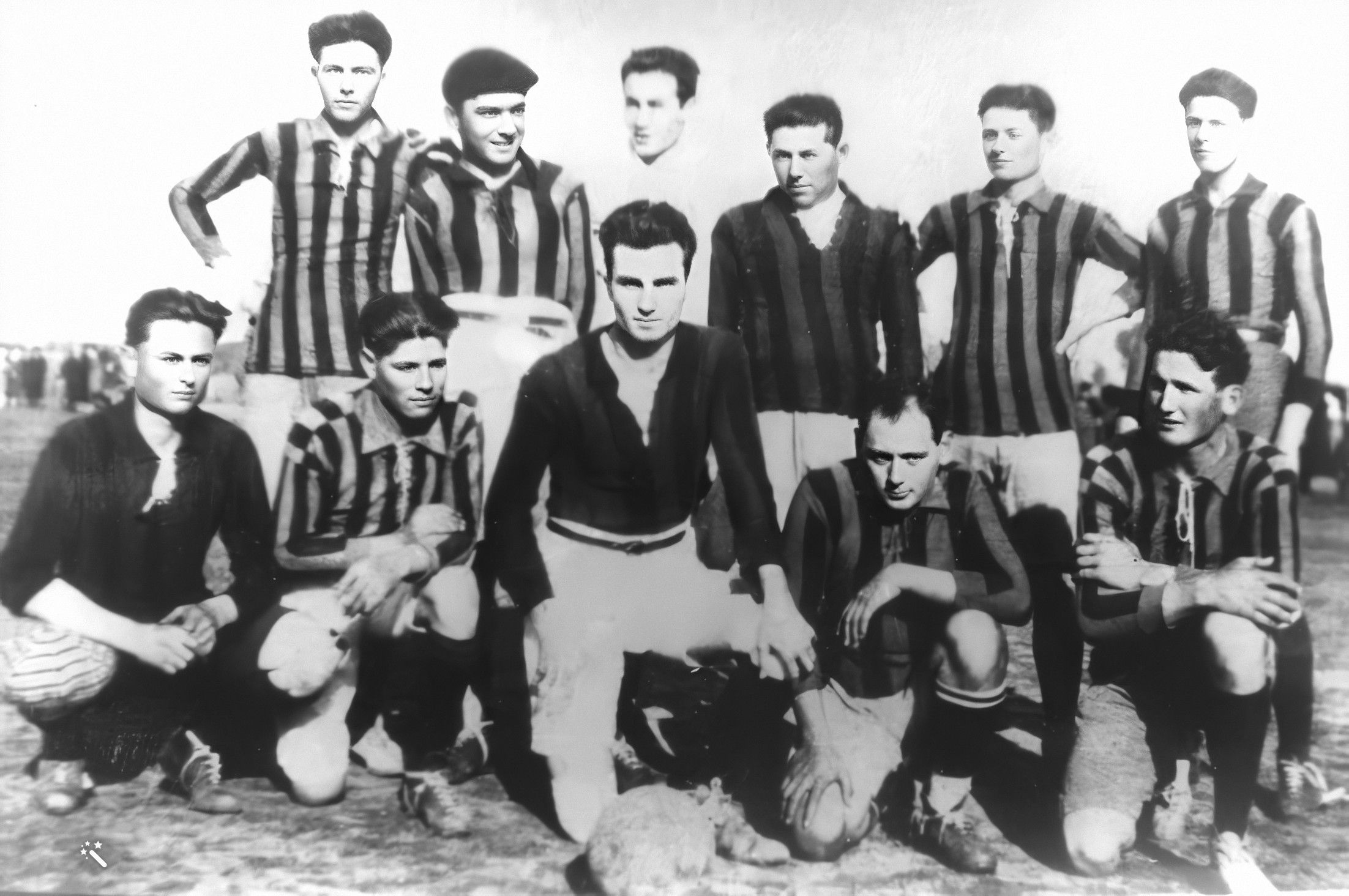
Primera División 1924. De píe: Horacio Cerutti, Amado Gonem, Raúl Risso, Ignacio de la Peña, Gustavo Constabel, Federico Meyer. Agachados, Elías Preda, Máximo Mansilla, F. Pinter, Martín de la Peña, Jorge Klingler

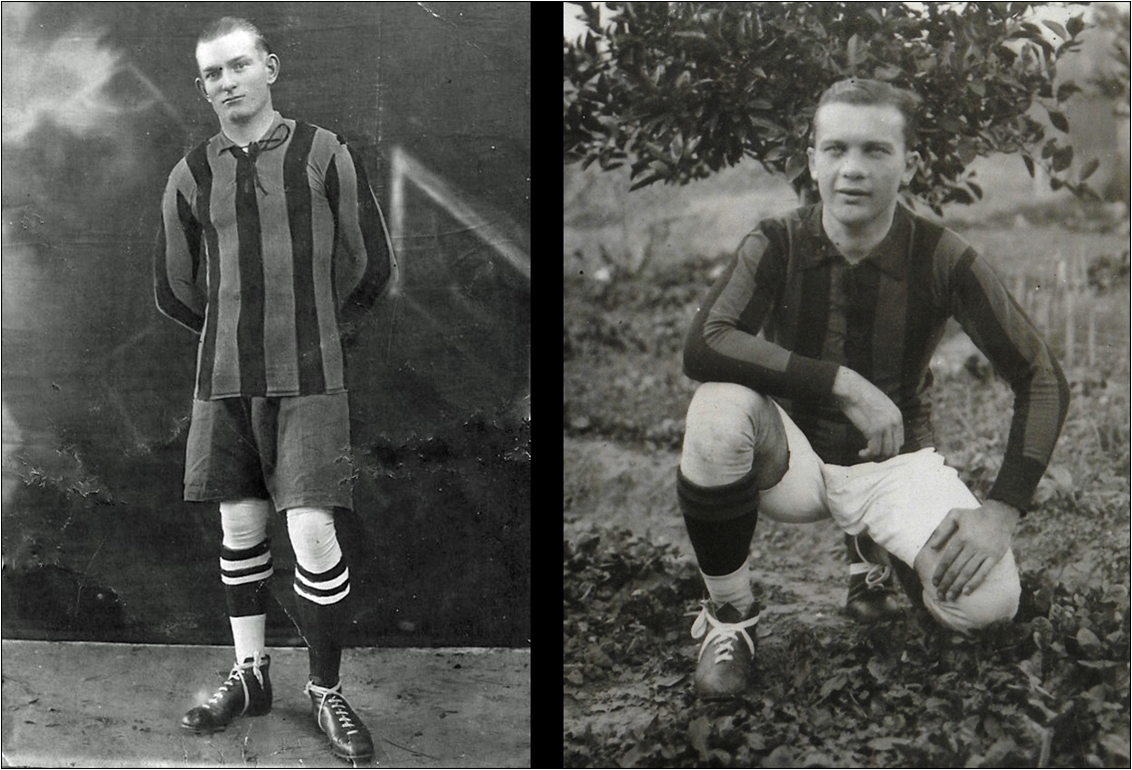
Los jugadores Enrique Kern (izq.), y Eduardo Hülsberg (der.), con su vestimenta de la década de 1920

### Los primeros tiempos
La historia del club se inicia con su primera acta, escrita en un pequeño cuaderno escolar: “…estando en Progreso a los 20 días del mes de junio de 1917, siendo las 8 p. m., reunidos varios jóvenes, resuelven nombrar una comisión directiva de un Foot Ball Club…”.
Dos meses después se trató el objetivo principal del club: organizar un encuentro deportivo con un club de la zona, que se concretó frente al club “Unión” del pueblo vecino de Santo Domingo, realizado el domingo 26 de agosto de 1917, no constando el resultado del partido.
La primera camiseta fue totalmente blanca, unos meses después incorporaron una faja de color negro. Más adelante, en el año 1918, los colores elegidos por los sanmartinianos fueron azul y amarillo, a rayas verticales (que duró hasta 1922).
En junio de 1922 se renuevan las autoridades, con la intención de darle al club otro protagonismo. El nuevo grupo de dirigentes, no tan jóvenes como sus antecesores, se preocupó por darle a la institución una formalidad que no había tenido hasta entonces, dándose el club su primer estatuto. En reunión del 8 de junio de 1922 se decidieron, por cuarta vez, los colores distintivos que llevarían los jugadores, que por votación resultó “colorado y negro, en franjas verticales”. Según testimonios de años después, esos colores llegaron desde Rosario (Santa Fe), por la camiseta del club Newell's Old Boys.
Los testimonios orales para las décadas de 1920 y de 1930 indican que el club tenía gran cantidad de simpatizantes, que se congregaban fervorosamente en ocasión de cada partido, siendo todos amistosos, jugados sin tanto reglamento ni copas de premio. Como decía años después un exjugador: “Por entonces había más amistad con los clubes, y una vez terminado el partido nos íbamos todos a tomar algo, a comer y conversar como buenos amigos…”.
En la década de 1930 el club estrenó su “himno”, y ya en 1946, como novedad, la Comisión Directiva propuso que las damas progresinas puedan ser incorporadas como socias de la institución (con la particular distinción de fijarse para ellas una cuota inferior a la fijada para los caballeros).

### San Martín en la Liga Esperancina de Fútbol
En 1947, se afilia a Liga Esperancina de fútbol y, desde ese momento, participa en los torneos organizados por dicha Liga. Logra su primera coronación en 1958, alcanzando el título de categoría B, en tanto en el año 1990 repite este logro en la misma Divisional. El torneo de 2013 el «rosonero» se consagra subcampeón, luego de caer en un tercer partido final ante Atlético de Pilar, hasta que en 2.019 se consagra oficialmente por primera vez en su historia , logrando el título de la Copa de Liga Esperancina, venciendo en la final, nada más ni nada menos que a su eterno rival, Unión de Santo Domingo, el resultado a lo largo de los 90 minutos fue 1-1, en tanto el "rossonero" se impuso en la tanda de penales. - En 2021, de la mano de Daniel Camusso, llegarían los dos primeros títulos en Torneo de Liga Esperancina, cayendo en la final del torneo Apertura ante Santa Clara F.B.C. desde los penales, luego de empatar 1-1, mientras que el Torneo Clausura vence en la final a Bartolomé Mitre 2-1, una semana después logra su segundo título al imponerse a Santa Clara F.B.C. n la final Absoluta en los penales, luego de igualar 1-1 en lo 90 minutos.
Se les dice rosoneros ya que sus colores son los mismos y el uniforme parecido al del Milan de Italia.
En División reserva se destacan los campeonatos de División B de 1958, 1990 y 1993; por otra parte, los Subcampeonatos Absolutos de 2005 y 2008.
En divisiones inferiores participa por primera vez en Liga Esperancina en 1978, logrando ser campeón absoluto en 1984 con 6.ª División, en 1988 en 5.ª División, en 1996 con 8.ª División, en 2010 con 6.ª División, en 2015 en 7.ª División y en 2019 en 6ª División.- El jueves 24 de marzo de 2016, cuando el rojinegro enfrentó y derrotó a su clásico rival, Unión de Santo Domingo, por la primera fecha del torneo de Liga Esperancina, se inaugura oficialmente la tribuna en el sector para la parcialidad local, con capacidad para más de 350 personas.
En el 2018 jugó 26 partidos de los cuales no perdió ninguno, pero quedó eliminado del torneo por medio de los penales frente a Santa Clara FC. 
El año 2019 no fue sin dudas uno más, ya que a la significativa perdida de Emiliano Sala, nuevamente la tragedia pasaba por la institución dado que en un accidente automovilístico perdía la vida Sebastián Rabellino, jugador surgido en las canteras del club. Pero, si bien lo ocurrido en torno a Sebastián y Emiliano significaron un duro trance para el "rojinegro", jugadores, dirigentes, cuerpo técnico y simpatizantes, tuvieron su momento de alegría ya que el 14 de noviembre de 2019 San Martín se consagraba campeón de la Copa de Liga Esperancina, en el estadio de Bartolomé Mitre de Esperanza, nada más ni nada menos que ante su clásico rival (Unión de Santo Domingo), logrando de esta manera una estrella más. Durante esta misma temporada es cuando se anexa una tribuna para 200 espectadores en el sector visitante.
El máximo goleador en la Liga Esperancina es Alberto "Toro" Weber, ya retirado desde 1.992, con 99 goles, en tanto que el jugador con más presencias en primera división es Nicolás Dobler con 324 partidos hasta 2.024, continuando en actividad.
Un gran logro obtuvo San Martín y es ser el equipo con la recha invicta mas prolongada en la historia del futbol Argentino, llegó a los 53 encuentros sin derrotas, mientras que además en 2.022 el Arquero Gastón Niello, defendiendo el arco rojinegro, llego a los 1.062 minutos con la valla invicta, con lo cual es actualmente la racha mas larga sin recibir goles en la historia de Liga Esperancina.

### Denominación: Club Atlético y Social San Martín
El 30 de octubre de 1951 se denominó por primera vez Club Atlético San Martín (antes solo era llamado San Martín) y la reforma estatutaria del 17 de julio de 1964 denomina a la institución con el nombre actual: Club Atlético y Social San Martín. 
El día de la bandera es el mismo día que el cumpleaños de SanMa (como lo llaman sus aficionados), tocando doblemente el corazón de los hinchas de San Martín. Con el paso de los años, San Martín crece, dejando siempre señales de avance como para destacar. El gran objetivo de las comisiones, tanto de las anteriores como de la actual, es desarrollar los valores propios del deporte, construyendo lazos que despierten sentimientos de pertenencia a la comunidad, convirtiéndose el club en lugar de contención, de aprendizaje y de diversión.
El actual presidente es el Sebastián Cantoni elegido el 27 de enero de 2021 y su mandato vence en el mismo mes del año 2027, el anterior presidente fue el ingeniero agrónomo Daniel Ribero, el cual presidió el club desde 2010. La institución, con más de 1.100 socios, sigue ocupándose tanto de lo deportivo como de lo social. Es constante su preocupación por mejorar su oferta a la comunidad (que se traduce en nuevas obras y actividades), y por atender al desarrollo de las distintas disciplinas deportivas, no sólo en cantidad, sino en la preparación de calidad con que intenta formar a sus deportistas.

## Otras disciplinas dportivas
San Martín es un club creado y fundado con un primer objetivo principal: ser una institución orientada al fútbol, aunque desde el primer momento dio cabida a las manifestaciones sociales. Luego, con los años, fue incorporando otras disciplinas deportivas. 
Las actividades que se practican en la institución son fútbol, fútbol femenino, bochas, hockey femenino, pádel, natación, patín, vóley, vóley playero, básquet, gimnasia artística, ciclismo, taekwondo, Zumba, Strong, tenis y turf.
Las actividades hípicas son muy importantes para la institución por lo económico y por lo social, pero las demás disciplinas continúan en crecimiento. El tenis, el paddle, las actividades bochófilas, el patín, el vóley y el hockey femenino entre lo más importante. En el verano el sector del natatorio y el predio que cada socio puede disfrutar le dan vida diurna y más aún nocturna al prestigioso club progresino, que alberga en su predio a niños, jóvenes y adultos.
El libro "El Club de mi Pueblo - 100 Años de Historia", cuyos autores son Alejo Martín Zacarías y Gustavo Alejandro Gorosito, cuenta la historia de sus primeros 100 años, matizado con las vivencias de las jugadas y torneos de las últimas dos generaciones, narrado todo en primera persona.
El 29 de diciembre de 2022 se presenta el libro del campeón. 
Este libro narra desde la primera a la última fecha del año 2021, temporada en la cual el rojinegro logra sus primeras 2 estrellas en Liga Esperancina de Fútbol.
En el 2022 nuevamente llega a la final del torneo de Liga Esperancina de Futbol, esta vez siendo subcampeón. El torneo en ese año lo obtuvo Central San Carlos.

## Futbolista destacado

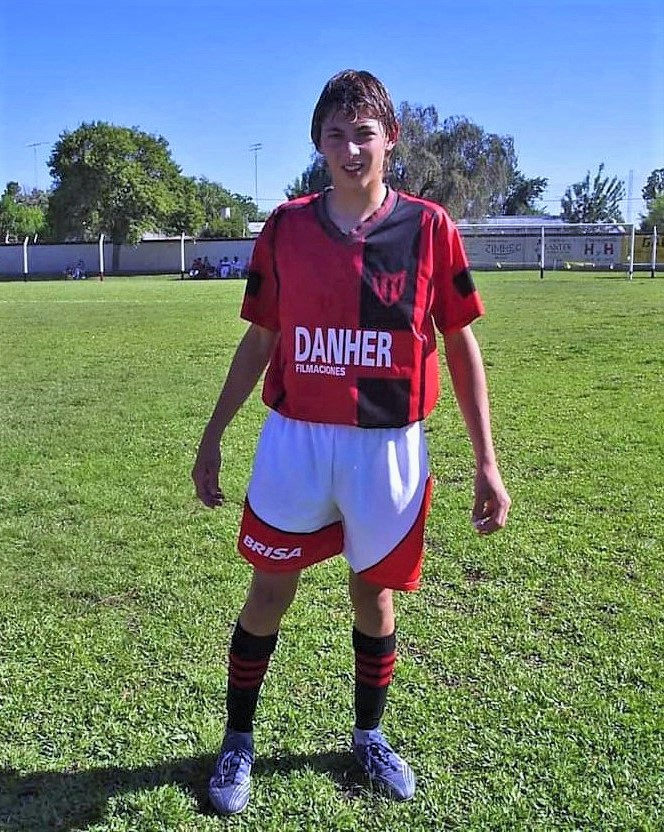
Emiliano Sala, con la camiseta del Club San Martín, en su última jugada en su cancha (en 2005, a los 15 años)

- Emiliano Sala (1990, Cululú-2019, Francia/Reino Unido). Llegado a Progreso a los 3 años de edad, se inició desde pequeño en este club, donde jugó hasta los 15 años. Luego de otras experiencias en el fútbol nacional, canalizó su carrera en el fútbol francés. Futbolista del Nantes de la Liga 1 de Francia, falleció en un accidente de aviación el 21 de enero de 2019, al caer la avioneta que lo transportaba en aguas del Canal de la Mancha, tras haber sido transferido al Cardiff City de la Premier League del Reino Unido. Siendo este su club, donde nació futbolísticamente, el día 31 de octubre de 2019, como homenaje, se dio su nombre al estadio, acompañándolo con un mural que recuerda su figura.

## Categorías inferiores y formativas
El sistema de las categorías inferiores del club ha sido responsable de la producción de la mayoría de los jugadores de la entidad, incluyendo a los tres que más veces han vestido la camiseta rojinegra en partidos oficiales, Emiliano Cattaneo, Nicolas Dobler y Daniel Demonte, además del recordado Emiliano Sala, entre otros, así como varios jugadores que han logrado convertirse en jugadores de la Liga Esperancina de Fútbol.
Las categorías  formativas realizan un gran trabajo desde hace muchos años lo cual a llevado a obtener muchos logros deportivos en la Liga Esperancina.  
Las instalaciones se encuentran en el Complejo Hípico que posee la institución, un terreno de 5 hectáreas situado en el noreste de la localidad, a 1000 metros de la ruta provincial 80 S.

## Plantel de fútbol 2024
| <span         |                                                                   |
| ------------- | ----------------------------------------------------------------- |
| 2017-presente | Comuna de Progreso / Barzaghi / Radio Bar / Todo Hogar / Antena 5 |

- Datos: Q20888710